# Askar Mamin
Askar Uzakbajuly Mamin (kazašsky Асқар Ұзақбайұлы Мамин; 23. října 1965, Celinograd) je kazašský politik a bývalý ministerský předseda Kazachstánu. Pochází z kmene Argynů a je členem vládnoucí strany Nur Otan.
Vystudoval vysokou školu stavební v Celinogradu a Plechanovovu ekonomickou univerzitu v Moskvě. Byl guvernérem (äkim) města Astana, náměstkem ministra průmyslu a šéfem státních železnic Kazachstan Temir Žoly, v roce 2016 se stal místopředsedou kazašské vlády. Byl také předsedou Kazašské hokejové federace a dohlížel na fungování cyklistické stáje Astana Qazaqstan Team.
Do funkce premiéra byl jmenován 25. února 2019 prezidentem Nursultanem Nazarbajevem. Ve funkci nahradil Bakytžana Sagintajeva.
Po volbách v lednu 2021 vyzval nový prezident Kasym-Žomart Kemeluly Tokajev Mamina k rezignaci, ale exprezident Nazarbajev prosadil setrvání svého chráněnce ve funkci. Teprve v důsledku rozsáhlých protivládních protestů způsobených zvyšováním životních nákladů podal Mamin 5. ledna 2022 demisi. Jeho nástupcem se stal dosavadní vicepremiér Alichan Smajlov.

## Vyznamenání

### Kazachstán
- Řád cti – 2006
- Řád irbisa II. třídy – 2011
- Medaile práce – 1998
- Pamětní medaile založení Republiky Kazachstán
- Pamětní medaile 10. výročí hlavního města Astany – 2008[5]
- Pamětní medaile 20. výročí hlavního města Astany – 2018[6]

### Zahraniční vyznamenání
- rytíř Řádu čestné legie – Francie, 2013
- Kříž uznání II. třídy – Lotyšsko, 2013
- velkokříž Řádu za občanské zásluhy – Španělsko, 2014
- Řád přátelství – Uzbekistán, 2017